# Neosho Falls
Neosho Falls è un comune degli Stati Uniti d'America, situato nello Stato del Kansas, nella Contea di Woodson.